# Geerike Schreurs
Geerike Schreurs, née le 19 mai 1989 à Zwolle, est une coureuse cycliste professionnelle néerlandaise, spécialiste du gravel et du cyclisme sur route.

## Biographie
Geerike Schreurs commence sa carrière professionnelle au sein de la formation Dolmans Landscaping Team en 2011.
La saison suivante, elle rejoint la formation belge Sengers Ladies. Elle y remporte sa première victoire professionnelle, lors du contre-la-montre par équipe du trophée d'or féminin 2012, avec ses coéquipières Evelyn Arys, Anna van der Breggen, Vera Koedooder, Birgit Lavrijssen et Karen Verhestraeten. Elle peut également prendre part au contre-la-montre par équipe des championnats du monde 2012.
Pour les saisons 2014 à 2016, elle quitte le niveau professionnel et retourne dans des clubs, People's Trust et
Stouwdam Ladies.
Elle entame alors sa reconversion, est devient soigneur au sein de la formation Cylance, avant de rejoindre l'équipe Trek-Segafredo. 
Lors de la saison 2023, en parallèle de ses fonctions de soigneurs, elle s'essaie à des compétitions de gravel, terminant notamment 2e de la Unbound aux États-Unis.
Elle revient alors dans sa première équipe, devenue la SD Worx-Protime, pour participer à la saison 2024 en gravel. Elle remporte la course UCI The Gralloch en Écosse, et termine 2e de The Traka 360 en Espagne,.
Ces bonnes performances lui permettent, pour la saison 2025, de revenir dans l'effectif professionnel sur route de la SD Worx-Protime. 

## Vie privée
Elle est la belle-sœur de la coureuse Anna van der Breggen.

## Palmarès sur route
- 2012
  - 2e étape du Trophée d'Or féminin (contre-la-montre par équipe)

### Classements mondiaux
| Année                                 | 2012 | 2013 | 2014 |
| ------------------------------------- | ---- | ---- | ---- |
| Classement UCI                        | 455e | nc   | 495e |
|                                       |      |      |      |
| Légende : nc = non classéSource : UCI |      |      |      |

## Palmarès en gravel

### Par année
- 2024
  - UCI Gravel World Series WE - The Gralloch
  - 2e étape de Santa Vall (4e au général)
  - 2e de Wörthersee Gravel Race
  - 2e de The Traka 360
  - 2e de Wörthersee Gravel Race
  - 2e de Life Time UNBOUND Gravel
  - 3e de The Rift